# Cyphogastra javanica
Cyphogastra javanica es una especie de escarabajo del género Cyphogastra, familia Buprestidae. Fue descrita científicamente por Saunders en 1871.
Alcanza unos 30 a 40 milímetros (1,2 a 1,6 pulgadas) de largo. El color básico de los élitros es azul oscuro metálico, mientras que el tórax y la cabeza son rojizos metálicos.

## Distribución geográfica
Habita en la región indomalaya.